# Tamás Fodor (Schachspieler)
Tamás Fodor (* 2. Juni 1991 in Kalocsa) ist ein ungarischer Schachspieler.
Er erhielt im Januar 2013 von der FIDE den Großmeistertitel. Die erforderlichen Normen holte er dabei bei den 13. Einzel-Europameisterschaften 2012 im bulgarischen Plowdiw (diese Norm zählte doppelt) und beim Caissa GM-Turnier 2012 in Kecskemét in Ungarn.
2015 gewann er das Open-Turnier beim 3. 4NCL-Kongress vor Peter Wells. Sein Verein in Ungarn ist ASE Paks, in der britischen Four Nations Chess League spielte er in der Saison 2014/15 für Hackney, seitdem für den Cheddleton and Leek Chess Club, mit dem er auch 2016 am European Club Cup teilnahm.
Im Jahre 2001 war er bereits Jugendweltmeister in der Altersklasse U10.